# Noircourt
Noircourt ist eine französische Gemeinde mit 69 Einwohnern (Stand 1. Januar 2022) im Département Aisne in der Region Hauts-de-France (vor 2016 Picardie). Sie gehört zum Arrondissement Vervins (bis 2016 Arrondissement Laon), zum Kanton Vervins und zum Gemeindeverband Portes de la Thiérache.

## Geographie
Die Gemeinde Noircourt liegt am Fluss Hurtaut am Südostrand der Landschaft Thiérache, 25 Kilometer südöstlich von Vervins. Nachbargemeinden von Noircourt sind Rozoy-sur-Serre im Nordosten, Berlise im Osten, Le Thuel im Süden, Montloué im Westen sowie Soize im Nordwesten,.

## Bevölkerungsentwicklung
| Jahr                       | 1962 | 1968 | 1975 | 1982 | 1990 | 1999 | 2006 | 2016 | 2022 |
| Einwohner                  | 167  | 152  | 103  | 109  | 101  | 92   | 92   | 83   | 69   |
| Quellen: Cassini und INSEE |      |      |      |      |      |      |      |      |      |

## Sehenswürdigkeiten
- Wehrkirche Saint-Nicolas, Monument historique seit 1932[2]

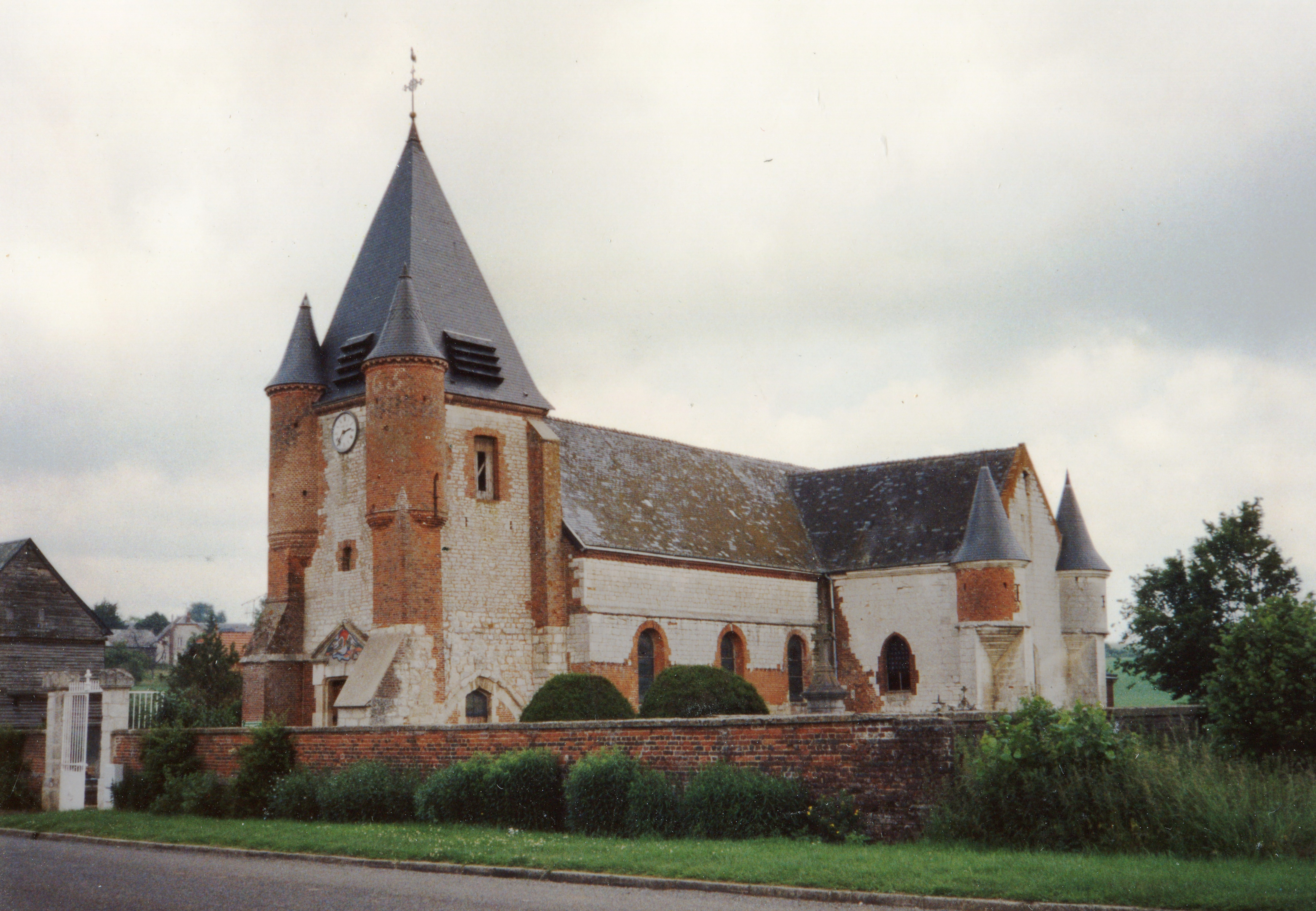
Kirche Saint-Nicolas

- Wasserturm